# 长鲾
长鲾（学名：Leiognathus elongatus）为鲾科鲾属的鱼类，俗名花令仔。分布于印度尼西亚以及中国南海、台湾海峡等海域，属于热带和亚热带近岸暖水性中上层鱼类。该物种的模式产地在苏拉威西岛北部。